# 吉尔吉人
吉尔吉人（Ghilji，普什圖語：‎ Ghəljī；波斯語：‎，又作Ghilzai ‎或 Gharzai ‎，汉译又作吉勒吉、盖尔斋），是最大的普什图部落。
在历史上的不同时期中，吉尔吉人都统治过现今的阿富汗地区。他们自公元约1000年来是最强大的普什图部落，直到在公元1747年败于阿卜达里族。
吉尔吉人的利里栽（Lilizai）部落也定居在巴基斯坦的俾路支省、开伯尔-普什图省和哈扎拉区。来自阿富汗的许多月氏（Kochi）移民都属于吉尔吉部落。2021年被推翻的阿富汗总统阿什拉夫·加尼·艾哈迈德扎伊也是吉尔吉人。
吉尔吉人自1709到1738年统治汉达基帝国（Hotak Empire）。他们最初定都于阿富汗的坎大哈，其后于1722年至1728年定都于波斯的伊斯法罕。汉达基帝国的创始人是米尔维斯·霍塔克。
18世纪的另一位著名的吉尔吉人是阿富汗人阿扎德汗（Azad Khan Afghan），他于1752年至1757年在伊朗西部当权。

## 词源
吉尔吉（Ghilji）一词源自ghar-zai（‎），意思是“山岳之乡”。

## 地理位置

### 阿富汗境内的吉尔吉人

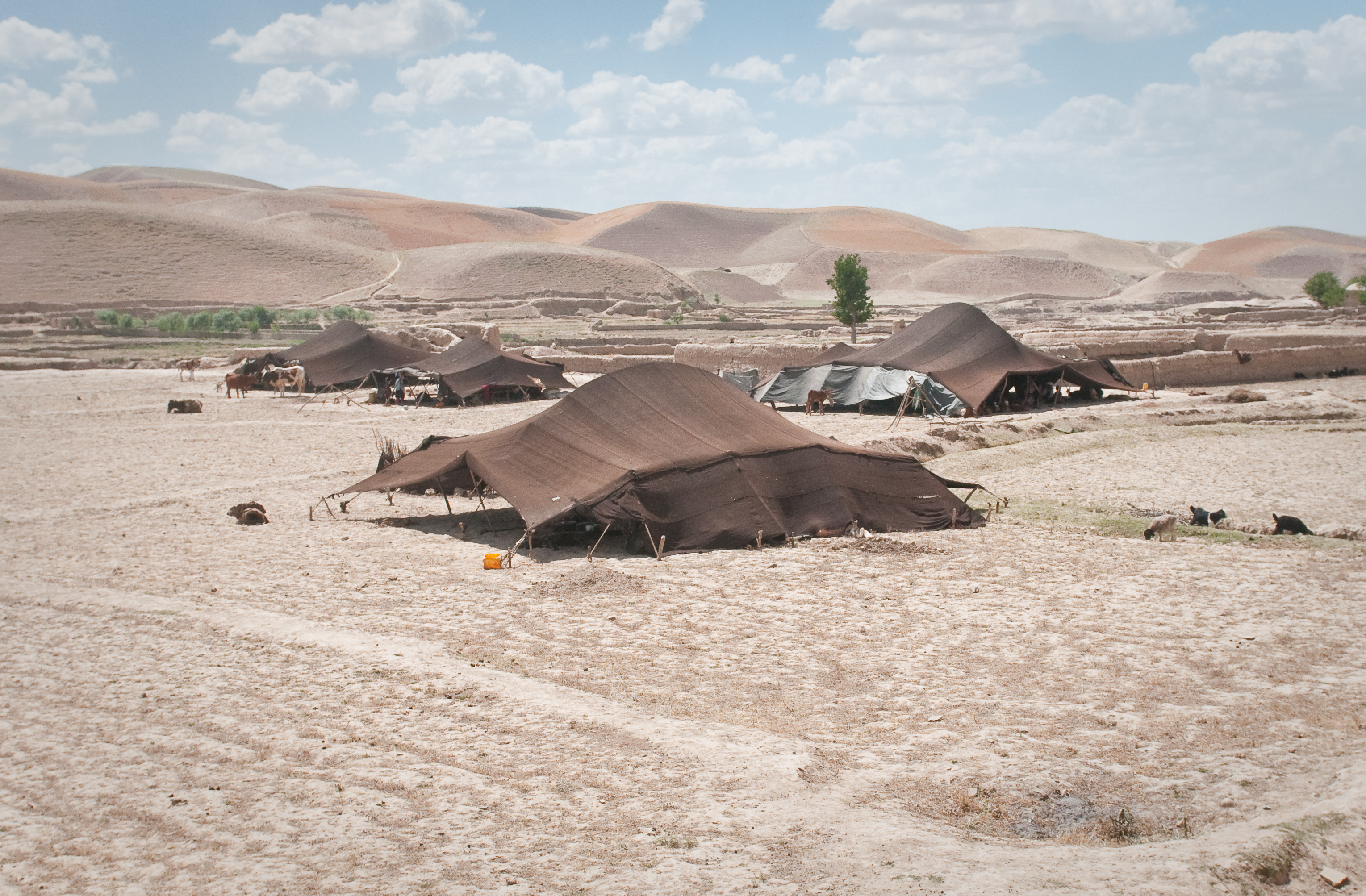
阿富汗巴德吉斯省的月氏人的帐篷。月氏人是一支游牧民族，他们循季节迁徙于各地。 7000年以前，原始的农耕村落才出现于阿富汗。

在阿富汗境内，吉尔吉人遍布全国各地，但主要集中于扎布尔省和喀布尔之间。阿富汗的帕克蒂卡省被认为是吉尔吉民族的中心，在帕克蒂卡省内有以下吉尔吉人的支派：
- 哈罗提人（多居于该省Sar Hawza和Urgon区）；
- 安达尔人；
- 苏莱曼克勒人（最大的支派，多居于帕克蒂卡省北部、西部，比如Katawaz区）。

1885-1886年，阿拉姆·可汗·那舍领导了吉尔吉人大起义，最后以失败告终。此后，许多吉尔吉人的分支，比如哈罗提人（尤其是那舍家族），由于政治原因，被埃米尔阿布杜尔·拉赫曼汗从帕克蒂亚省、帕克蒂卡省和霍斯特省流放至北方的昆都士省。

### 引用
1. 1 2 3  . Abdul Hai Habibi. alamahabibi.com.   [19 August 2012]. （原始内容存档于2018-12-25）.
2. ↑  . Khyber.org.   [7 February 2019]. （原始内容存档于2021-01-16）.
3. ↑  Frye, R.N. .  CD-ROM Edition v. 1.0. Leiden, The Netherlands: Koninklijke Brill NV. 1999.
4. ↑  Malleson, George Bruce. . London: Elibron.com. 1878: 227  [2010-09-27]. ISBN 1402172788. （原始内容存档于2020-01-19）.
5. ↑  Ewans, Martin.  1st. New York: HarperCollins. 2002. ISBN 0-06-050507-9.
6. ↑  Morgenstierne, G. .  CD-ROM Edition v. 1.0. Leiden, The Netherlands: Koninklijke Brill NV. 1999.
7. ↑  Dupree, Nancy Hatch. . First Edition. Kabul: Afghan Air Authority, Afghan Tourist Organization. 1970: 492  [2012-06-17].
8. ↑  Title	The Wars of Afghanistan: Messianic Terrorism, Tribal Conflicts, and the Failures of Great Powers （页面存档备份，存于） Peter Tomsen（英语：Peter Tomsen）, PublicAffairs, 2011